# Autour de la maison rose
Autour de la maison rose (en árabe, البيت الزهري) es una película dramática de 1999 codirigida por Joana Hadjithomas y Khalil Joreige. Fue una coproducción internacional entre Francia, Canadá y Líbano. Fue la presentación oficial de Líbano para la categoría Mejor Película de Habla No Inglesa en la 72.ª edición de los Premios de la Academia, pero no logró recibir una nominación.

## Reparto
- Joseph Bou Nassar como Omar
- Mireille Safa como Samia
- Zeina Saab de Melero como Leyla
- Hanane Abboud como Nawar
- Maurice Maalouf como Jaber
- Aline Aour
- Toni Maalouf